# Tiroteio em Lewiston
Em 25 de outubro de 2023, ocorreram tiroteios em massa em pelo menos três locais em Lewiston, Maine, nos Estados Unidos. Pelo menos 18 pessoas morreram e 13 ficaram feridas. Conforme o Departamento de Polícia de Lewiston, o suspeito foi identificado como Robert Card, de 40 anos.

## Crime
Aproximadamente às 19h15 (EDT), policiais, bombeiros e profissionais de resgate chegaram à Sparetime Recreation após uma denúncia de um atirador em atividade. Pouco tempo depois, foi relatado um tiroteio no restaurante Schemengees Bar & Grille, seguido por outro em uma unidade de distribuição do Walmart. O Gabinete do Xerife do Condado de Androscoggin e a Polícia do Estado do Maine alertaram os residentes sobre um atirador ativo às 20h.
O Centro Médico Central de Maine estruturou uma dinâmica de atendimento com os hospitais locais para receber as vítimas.

## Investigação
Uma ordem de procura de abrigo foi posta em vigor em Lewiston e as escolas foram fechadas temporariamente. Auburn emitiu sua própria ordem de abrigo no local. O Departamento Federal de Investigação e o Departamento de Álcool, Tabaco, Armas de Fogo e Explosivos estão auxiliando as autoridades locais em sua investigação.

## Suspeito
Segundo o Gabinete do Xerife do Condado de Androscoggin, o suspeito continua foragido. Uma foto do suspeito, um homem branco e um Subaru Outback 2013 de cor branca conectados ao tiroteio, foi divulgada em um esforço para identificar o perpetrador, apontado como Robert Card, de 40 anos.

## Reações

### Local
O prefeito Carl Sheline afirmou estar "com o coração partido" pelo ocorrido em Lewiston. O senador norte-americano do estado de Maine, Angus King, escreveu no Twitter que estava "profundamente triste". Os representantes legais Jared Golden e Chellie Pingree divulgaram declarações expressando choque com o incidente. A governadora Janet Mills foi informada sobre os tiroteios e instou os residentes a seguirem as instruções de abrigo e proteção.

### Federal
O presidente Joe Biden, que estava na Casa Branca para um jantar com o primeiro-ministro australiano Anthony Albanese, foi informado sobre o tiroteio.